# Corinne Cahen
Corinne Cahen (Luxemburg, 1973. május 16. –) luxemburgi politikus, 2013. októbere óta a Bettel-kormány családokért és régiókért felelős minisztere.

## Élete
A Bonnevoie-i Általános Iskola és Középiskola után 1992-től 1995-ig a Strasbourgi Egyetemen bölcsészettudományt tanult, ahol idegen nyelvű oklevelet kapott. 1995-96-ban Nizzában folytatta tanulmányait. 1997-ben újságírást tanult a párizsi Sorbonne városában.
1995 és 2001 között az RTL Luxembourgnál dolgozott, először levelezőként Franciaországban, majd Luxemburgban. 2001 és 2004 között csak szabadúszóként dolgozott az RTL-nél, mivel 2001-től Luxemburg városában vezette családja cipőüzletét.
2015. november 28-án a Demokrata Párt megválasztott elnökének.
2013 óta Xavier Bettel kormányának családokért és régióért felelős minisztere.

## Forrás
- Életrajz Archiválva 2017. szeptember 5-i dátummal a Wayback Machine-ben